# Aradeo
Aradeo – miejscowość i gmina we Włoszech, w regionie Apulia, w prowincji Lecce.
Według danych na rok 2004 gminę zamieszkiwało 9211 osób, 1151,4 os./km².